# Miguel Janssen
Miguel Janssen (Oranjestad, 5 september 1970) is een Nederlandse voormalige atleet, die was gespecialiseerd in de sprint. Hij werd viermaal Nederlands kampioen. Ook nam hij driemaal deel aan een WK (1993, 1995, 1997) en eenmaal aan de Olympische Spelen (1996), maar wist zich hierbij niet te plaatsen voor de finale. Hij was van 1998 tot 2011 in het bezit van het Nederlands record op de 60 m.

## Biografie
Janssen is de zoon van verspringster Ciska Jansen (meervoudig Nederlands kampioene) en Harry Janssen (meervoudig Nederlands kampioen 800 en 1500 m). Hij is geboren en getogen op Aruba en kwam tot en met 1997 namens Aruba uit op internationale kampioenschappen, al was hij sinds 1988 lid van AAC te Amsterdam. Hij veroverde sindsdien medailles op Nederlandse juniorkampioenschappen, later op seniorkampioenschappen en verbrak zelfs Nederlandse records, zoals op de 60 m (6,63 s) en de 200 m (20,59). Het record op de 200 m werd later verbeterd door Troy Douglas tot 20,19, dat op de 60 m werd in 2011 verbeterd door Brian Mariano, die bij de Europese indoorkampioenschappen in Parijs tot 6,60 kwam.
In 1993 maakte Janssen zijn internationale debuut bij de wereldindoorkampioenschappen in Toronto. Hierbij sneuvelde hij in de series met een tijd van 6,97. Later dat jaar nam hij ook deel aan de wereldkampioenschappen in Stuttgart, maar kwam hierbij eveneens niet verder dan de series. Zijn eerste grote succes boekte hij in 1994. Hij won bij de Nederlandse indoorkampioenschappen een gouden medaille op de 60 m sprint. Later dat jaar veroverde hij in Assen ook de Nederlandse outdoortitel op de 200 m.
In 1996 vertegenwoordigde hij Aruba op de 200 m bij de Olympische Spelen van Atlanta. Hij sneuvelde in de series met een tijd van 21,72. Twee jaar later kwam hij voor 't eerst uit namens Nederland, te weten op de Europese kampioenschappen in Boedapest, nadat hij bij de Gouden spike met zijn teamgenoten Troy Douglas, Patrick van Balkom en Dennis Tilburg eerste werd op de 4 x 100 m estafette met een tijd van 39,04 en zich zo plaatste voor dat toernooi.
Momenteel is Miguel Janssen werkzaam als Bondsconditietrainer bij de KNLTB (2003) en werkt hij als revalidatie- en conditietrainer van Jong Oranje, o.a.: Robin Haase, Thiemo de Bakker en Igor Sijsling. Eerder werkte hij met toptennisers als: Richard Krajicek, Peter Wessels, Martin Verkerk, John van Lottum en Dennis van Scheppingen.

## Nederlandse kampioenschappen
Outdoor
| Onderdeel | Jaar       |
| --------- | ---------- |
| 200 m     | 1994, 1995 |

Indoor
| Onderdeel | Jaar       |
| --------- | ---------- |
| 60 m      | 1994, 1998 |

## Persoonlijke records
Outdoor
| Onderdeel | Prestatie                | Datum        | Plaats    |
| --------- | ------------------------ | ------------ | --------- |
| 100 m     | 10,37 s (Aru. NR)        | 26 juni 1999 | Apeldoorn |
| 200 m     | 20,59 s (ex-NR; Aru. NR) | 24 juli 1994 | Assen     |
| 400 m     | 48,31 s                  | 7 mei 1995   | Groningen |

Indoor
| Onderdeel | Prestatie               | Datum            | Plaats   |
| --------- | ----------------------- | ---------------- | -------- |
| 50 m      | 5,86 s                  | 24 januari 1999  | Den Haag |
| 60 m      | 6,63 s (ex-NR; Aru. NR) | 14 februari 1998 | Den Haag |
| 200 m     | 21,14 s (Aru. NR)       | 8 februari 1998  | Gent     |

## Prestatieontwikkeling
| jaar | 60 m | 100 m | 200 m | 400 m |
| ---- | ---- | ----- | ----- | ----- |
| 1988 |      |       |       | 49,98 |
| 1989 |      | 10,79 | 22,01 |       |
| 1990 |      |       |       |       |
| 1991 |      |       |       |       |
| 1992 |      | 10,47 | 22,23 |       |
| 1993 |      | 10,58 | 21,22 |       |
| 1994 | 6,81 | 10,46 | 20,59 |       |
| 1995 | 6,68 | 10,55 | 21,31 | 48,31 |
| 1996 | 6,68 | 10,63 | 21,35 |       |
| 1997 | 6,80 | 10,46 | 21,06 |       |
| 1998 | 6,63 | 10,42 | 21,14 |       |
| 1999 | 6,80 | 10,37 | 21,32 |       |
| 2000 | 6,80 | 10,58 | 21,27 |       |